# Groothertogdom Toscane
Het groothertogdom Toscane (Italiaans: Granducato di Toscana, Latijn: Magnus Ducatus Etruriae) was een Centraal-Italiaanse monarchie die bestond, met onderbrekingen, van 1569 tot 1859. De hoofdstad van het groothertogdom was Florence. Toscane was tot de Vrede van Westfalen in 1648 in naam een deel van het Heilige Roomse Rijk.

## Geschiedenis

### 1e groothertogdom
In 1569 verhief paus Pius V het hertogdom Florence, dat in bezit was van de' Medici tot groothertogdom Toscane. De titel groothertog was nieuw en zou uniek blijven tot 1806, toen Napoleon aan een aantal Duitse vorsten de titel groothertog verleende.
Toscane bezat een krachtige economie en behaalde militaire successen onder Cosimo I de' Medici en zijn zonen. Onder de heerschappij van Ferdinando II de' Medici begon echter het economische verval, dat  een dieptepunt bereikte onder Cosimo III de' Medici. Het enige succes van de familie de' Medici in de laatste dagen van haar bestaan was de verlening van de titel koninklijke hoogheden door de keizer in 1691. De Medici stierven op 9 juli 1737 uit met Gian Gastone de' Medici. Er waren verschillende pretendenten voor de opvolging.
Op 18 november 1738 sloten Frankrijk en Oostenrijk het Verdrag van Wenen (1738), waardoor er een eind kwam aan de Poolse Successieoorlog. De hertog van Lotharingen, Frans Stefan stond zijn land af aan de verdreven koning van Polen en kreeg als compensatie het groothertogdom Toscane. Hij liet Toscane besturen door Marc de Beauvau-Craon.
Frans Stefan werd na zijn dood in 1765 in Toscane opgevolgd door zijn tweede zoon Leopold I.
Deze schafte op 30 november 1786 de doodstraf af. Toscane was hiermee het eerste Europese land waar dit gebeurde. Ook foltering werd afgeschaft. Leopolds moeder, Maria Theresa was ervoor verantwoordelijk dat de pokkenvaccinatie voor iedereen beschikbaar kwam. Op 23 januari 1774 werd de eerste Krankzinnigenwet van Europa ingevoerd in het groothertogdom.
In 1790 volgde Leopold zijn broer op als keizer van het Heilige Roomse Rijk en droeg het groothertogdom over aan zijn tweede zoon Ferdinand III (1769-1824).

### Intermezzo
In 1801 verdreven de troepen van Napoleon Bonaparte Ferdinand III. Napoleon richtte de vazalstaat Etrurië op. Het land kwam in handen van het huis Bourbon-Parma. Met het Verdrag van Fontainebleau (oktober 1807) annexeerde het keizerrijk Frankrijk het koninkrijk Etrurië: er kwamen drie Franse departementen in de plaats: Arno, Méditerranée en Ombrone. Een ander Verdrag van Fontainebleau (1814) en het Verdrag van Parijs (1814) richtten het groothertogdom Toscane opnieuw op.

### 2e groothertogdom
Het Congres van Wenen bevestigde dit Verdrag van 1814 en maakte het mogelijk dat Ferdinand III terugkeerde in het groothertogdom.
Ferdinand III werd na zijn dood in 1824 opgevolgd door zijn oudste zoon Leopold II. In 1847 overleed aartshertogin Marie Louise van Oostenrijk, de regerend hertogin van Parma. Op het Congres van Wenen was in 1815 vastgelegd dat bij haar dood het hertogdom Parma aan het huis Bourbon-Parma zou terugkomen, terwijl het hertogdom Lucca dan verenigd zou worden met Toscane. Aldus geschiedde.
De Verenigde Provincies van Centraal-Italië, een vazalstaat van het koninkrijk Sardinië, annexeerden Toscane in 1859. Leopold II deed toen afstand van de troon ten gunste van zijn zoon Ferdinand IV.
Toscane werd formeel geannexeerd door Sardinië in 1860, na een referendum, waarin 95% van de kiezers het goedkeurde.

## Tijdlijn
- 1531 : Alessandro de' Medici, lid van de invloedrijke Medici-familie, wordt hertog van Florence.
- 1557 : Florence vergroot zijn territorium met de republiek Siena.
- 1569 : Florence wordt een groothertogdom.
- 1737 : Met Gian Gastone de' Medici sterft het Medici-geslacht uit en gaat de titel van groothertog over op het huis Habsburg-Lotharingen.
- 1801 : Het Franse staatshoofd Napoleon Bonaparte verovert het groothertogdom Toscane en maakt het tot koninkrijk Etrurië.
- 1808 : Het koninkrijk Etrurië wordt opgeheven en worden 3 departementen van het Franse Keizerrijk.
- 1815 : Het Congres van Wenen herstelt het groothertogdom Toscane en vergroot het met Piombino, Elba en Presidi.
- 1847 : Het hertogdom Lucca wordt verenigd met Toscane.
- 1860 : Het groothertogdom Toscane wordt veroverd door het koninkrijk Piëmont-Sardinië en het huis Habsburg-Lotharingen wordt verjaagd.
- 1861 : Toscane wordt onderdeel van het koninkrijk Italië.